# Austkapp
Das Austkapp (norwegisch für Ostkap) ist ein rundes Kap zwischen der  Prinz-Harald-Küste des ostantarktischen Königin-Maud-Lands. Es liegt am nördlichen Ende der Riiser-Larsen-Halbinsel.
Wissenschaftler des Norwegischen Polarinstituts benannten es 2016 so, weil die Riiser-Larsen-Halbinsel die östlichste Halbinsel des Königin-Maud-Lands ist.